# بریجیت فورسایت
بریجیت فورسایت (انگلیسی: Brigit Forsyth؛ ۲۸ ژوئیهٔ ۱۹۴۰ – ۱ دسامبر ۲۰۲۳) بازیگر اهل بریتانیا بود.
از جمله فیلم‌ها یا مجموعه‌های تلویزیونی‌ای که وی در آن‌ها نقش داشته‌است، می‌توان به فصل تاریک، خیابان کورونیشن، دکتر هو و پوآرو اشاره نمود.

## زندگی شخصی و مرگ
فورسایت در سال ۱۹۷۵ با کارگردان تلویزیون برایان میلز ازدواج کرد، اگرچه آنها در سال ۱۹۹۹ از هم جدا شدند، اما دوباره با هم ازدواج کردند و در نهایت، زندگی مشترکشان با مرگ برایان در سال ۲۰۰۶ به پایان رسید. آنها دو فرزند داشتند که یکی از آنها زوئی میلز، بازیگر است. 

## درگذشت
فورسایت در ۱ دسامبر ۲۰۲۳ در سن ۸۳ سالگی درگذشت.